# Xenylla gomerensis
Xenylla gomerensis är en urinsektsart som beskrevs av Fjellberg 1992. Xenylla gomerensis ingår i släktet Xenylla och familjen Hypogastruridae. Inga underarter finns listade i Catalogue of Life.